# 鹽水區
23°19′12″N 120°15′58″E / 23.320061°N 120.266195°E

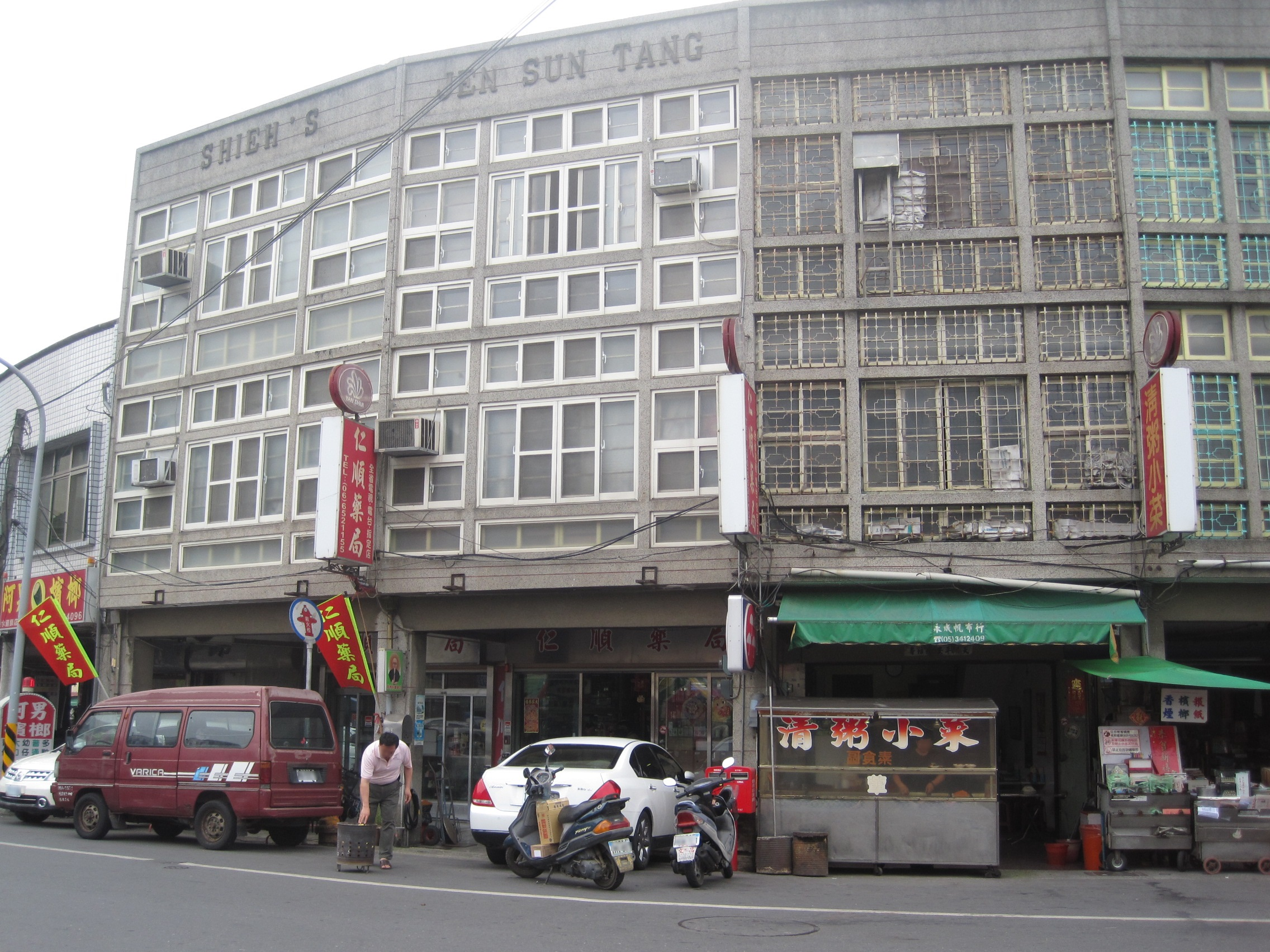
鹽水老街屋

鹽水區（白話字：Kiâm-chúi Khu），舊稱「大龜肉」，後稱「鹹水港」，日治時期改為「鹽水」，前身「鹽水鎮」，位於臺灣臺南市西北部，屬於大新營地區的範圍，並與嘉義縣義竹鄉關係密切。因富有豐富的人文及民俗文化，中央與臺南市政府將投入數十億前瞻基礎建設計畫經費，推動月津港榮景再現並計畫將岸內糖廠打造為影視基地，使其成為南部影視重鎮，發展南部影視產業。交通方面未來也將規劃建置臺南捷運黃線，加強與新營市區的交通，讓鹽水與新營共為臺南副都心，溪北領頭羊。
此外鹽水還有一年一度世界聞名的鹽水蜂炮及月津港燈節，每年都能吸引上百萬的遊客來訪。並於2018年以濃厚歷史人文背景、蜂炮慶典榮獲交通部觀光局票選為「臺灣三十經典小鎮」之一。由臺南市鹽水區公所申請報名2020臺灣城鎮品牌獎，以鹽水蜂炮與月津港帶來極具特色的節慶活動，此外社區環保教育的落實與推廣，擦亮了鹽水的城鎮品牌，在2020年12月9日的頒獎典禮中獲得「銅獎」殊榮。

## 歷史
鹽水區可說是臺灣較古老的城鎮之一，原居住有平埔原住民西拉雅族，在鄭芝龍、顏思齊來臺前（1621年）就已有漢人移民進入，是船隻進入八掌溪的集散地。最早稱大龜肉庄（疑為西拉雅人稱潟湖之轉音），後改為大圭壁庄；康熙56年《諸羅縣誌》記載：「鹹水港街，屬大奎壁莊，商賈輳集」。乾隆後，文獻開始寫作鹽水港，但閩南語仍讀作Kiâm-chúi（鹹水）。係因臨倒風內海，港內有鹹水而得名，相對上游有一汫水港（指淡水之意）。又因地形略微彎曲，狀似新月，故雅稱月津、月港，曾有「一府二鹿三艋舺四月津」的俗諺，繁華一時。
日治時期，日本政府興建鐵路縱貫線，並預計於鹽水設置車站，但最後並未完成。傳言此因地方仕紳唯恐「斬斷地龍」，影響地方發展而作罷。然《台灣鐵道史》一書中記載，當時日本當局乃為考慮鹽水地區尚有河運之便，遂在三條計畫線（分別經由鹽水、新營、白河）中，選擇條件較平均，經由新營的路線。
稍後官方雖一度研議新營經由鹽水至北門嶼（今北門區）之支線彌補不足，但亦未完成。最後雖有私營鐵路（後稱布袋線）連結新營車站並延伸至布袋，但鹽水榮景已不再，區域中心機能為新營所替代。產業則以製糖業為主，鹽水港製糖株式會社在岸內有製糖工場。鹽水港因日軍為鞏固據點，於布袋興建堤防而淤塞。1920年臺灣地方改制，於此地設置「塩水街」，劃歸臺南州新營郡管轄。
二戰後，1946年1月7日改為「鹽水鎮」，隸屬臺南縣新營區；7月25日撤廢新營區，鹽水鎮改直屬臺南縣:13。2010年12月25日配合臺南縣市合併，鹽水鎮改為「鹽水區」。

## 人口
根據臺南市新營戶政事務所統計，2024年底鹽水區戶數約1萬戶，人口約2.4萬人，區內人口最多與最少的里分別岸內里與三和里，2024年底兩里人口分別為4,492人與894人。

## 政治

### 歷任首長

#### 鎮長
| 屆次 | 姓名     | 備註 |
| ---- | -------- | ---- |
| 1    | 郭清湶   |      |
| 2    | 林清玉   |      |
| 3    | 林清玉   |      |
| 4    | 郭清湶   |      |
| 5    | 陳行昌   |      |
| 6    | 陳行昌   |      |
| 7    | 林清玉   |      |
| 8    | 曾德輝   |      |
| 9    | 謝金和   |      |
| 10   | 謝金和   |      |
| 11   | 邱廖芸華 |      |
| 12   | 邱廖芸華 |      |
| 13   | 翁長庚   |      |
| 14   | 翁長庚   |      |
| 15   | 顏進仕   |      |

#### 區長
| 任次 | 姓名   | 備註 |
| ---- | ------ | ---- |
| 1    | 顏進仕 |      |
| 2    | 莊燕如 |      |
| 3    | 呂煌男 |      |
| 4    | 姜家彬 |      |
| 5    | 陳文琪 |      |

### 區政組織

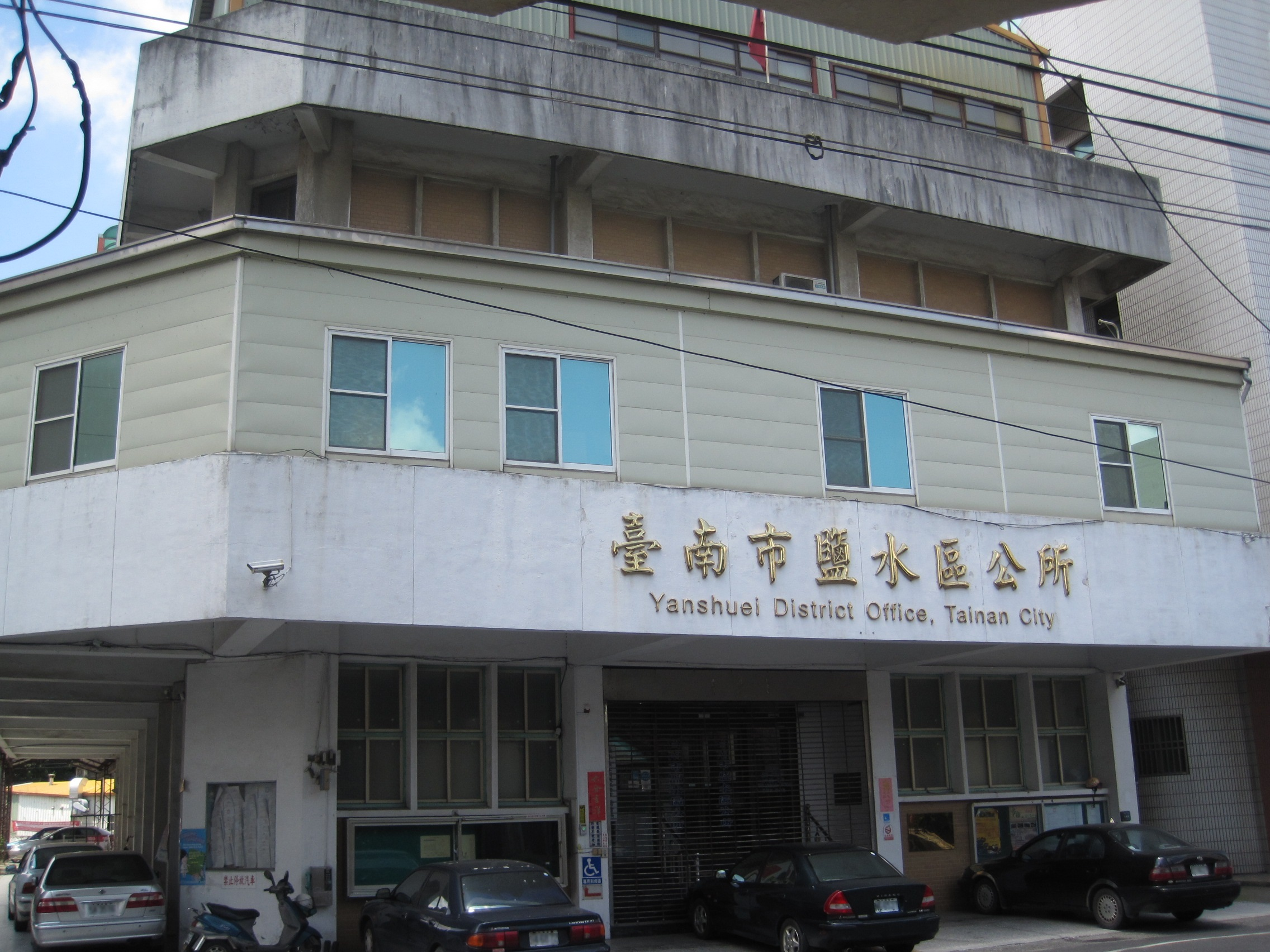
鹽水區公所

鹽水區公所是臺南市政府在鹽水區的派出機關，在中華民國政府架構中為市政府綜理區政的執行機關，上級業務監督機關為臺南市政府。区长由市長任命，其任期為無任期保障。在區長及主任秘書之下，設有4課3室等7個內部單位及1個附屬機關。

### 行政區
現今鹽水區行政範圍的確立，來自於1920年，日本將臺灣十二廳改為五州二廳，設鹽水街屬臺南州新營郡。鹽水街轄鹽水、土庫、北竹子腳、溪洲寮、岸內、下中、舊營、番子厝、田寮、飯店、孫厝寮、南竹子腳、天保厝、水頭堡等14個大字:68－69。1945年，改為「鹽水鎮」，屬臺南縣新營區:151。1947年，裁撤新營區署，鹽水鎮改直隸於臺南縣:13。2010年12月25日，臺南縣市合併改制為直轄市，鹽水鎮改制為市轄區「鹽水區」，隸屬臺南市。
2018年進行里鄰調整，在4月30日將福得里、三生里、武廟里合併成「津城里」，中境里、水仙里、水正里合併成「月港里」，舊營里、大莊里、桐寮里合併成「三明里」，義稠里、下中里合併成「義中里」，後宅里、孫厝里合併成「文昌里」，竹埔里、下林里合併成「竹林里」，田寮里、大豐里、飯店里合併成「三和里」，河南里、南港里合併成「坔頭港里」。經此調整調整後，鹽水區轄下共13里：津城里、義中里、竹林里、三明里、月港里、水秀里、岸內里、坔頭港里、文昌里、三和里、橋南里、歡雅里、汫水里。

## 經濟

### 工業
鹽水區的工業發展主要分佈該區中心的東北方，即原有的南榮科技大學北邊，並主要沿著區道南74線兩旁發展:135。1991年鹽水區的工業主要為製造業，佔比約88.6%，其次為營造業，佔比約11.4%:136。依據1993年的工廠名錄，鹽水區的工廠類別家數以食品製造業為最多，其次為非金屬礦物製品製造業、紡織業等:138－141。2015年底則主要為金屬基本工業，其次則有食品製造業、紡織業、皮革製造業、生物科技業等。

### 商業
鹽水區的商業主要為一般商業、社會及個人服務業，區內商業街道以中正路、朝琴路、三福路等3條路為主，中正路的商業型態主要為金融業、高級服飾及日常生活用品買賣業，朝琴路因有南榮科技大學的設立，使其飲食業及娛樂業發展興起，三福路則以南北雜貨業為較多數:142－144。

## 文化

### 節慶

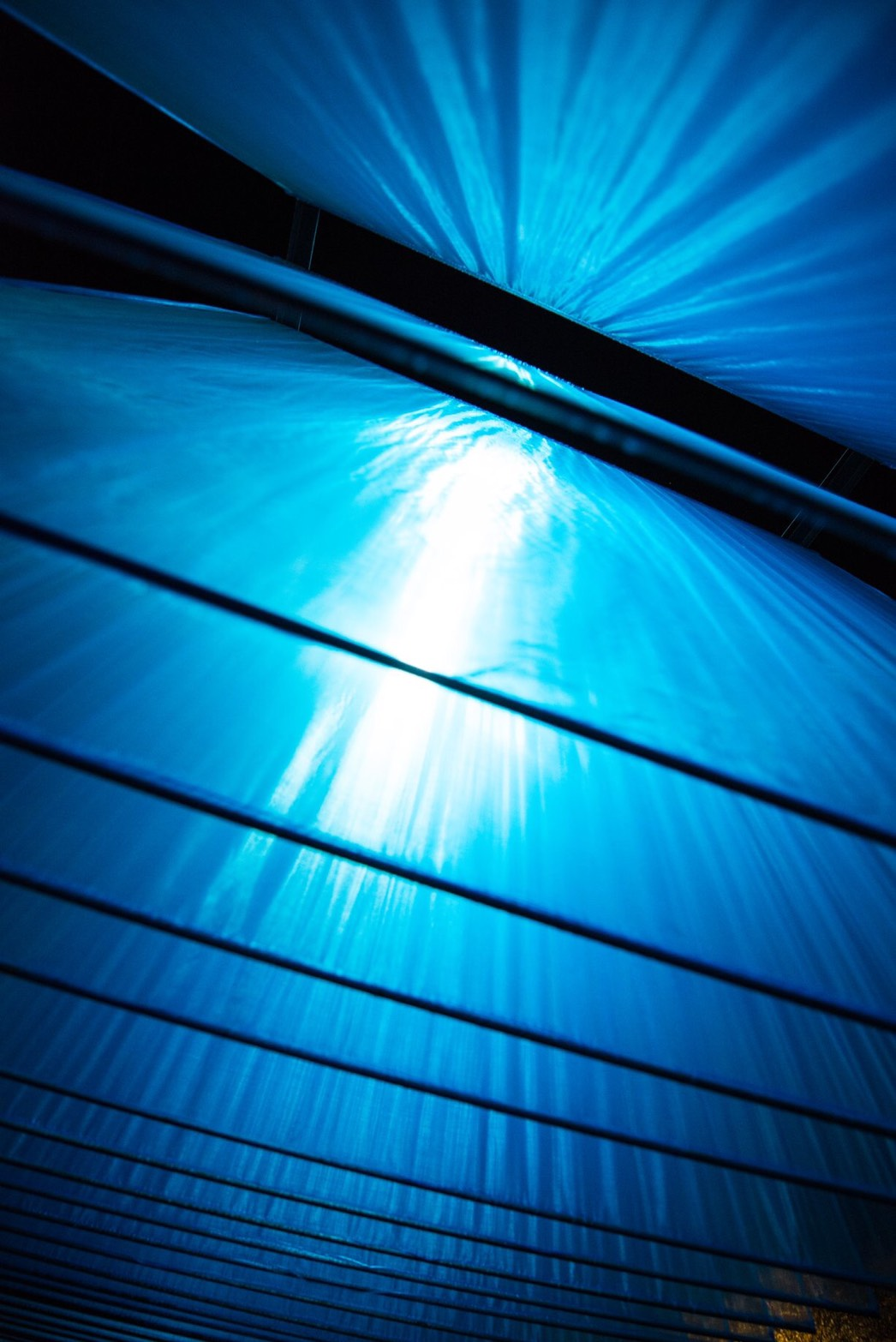
2019月津港燈節作品-看見自然的呼吸

- 月津港燈節（每年新春期間舉辦）
- 鹽水蜂炮（每年農曆正月十四、十五日舉辦）

## 教育

### 高級中學
- 臺南市私立明達高級中學

### 國民中學
- 臺南市立鹽水國民中學

### 國民小學
- 臺南市鹽水區鹽水國民小學
- 臺南市鹽水區坔頭港國民小學
- 臺南市鹽水區仁光國民小學【舊營】
- 臺南市鹽水區歡雅國民小學
- 臺南市鹽水區月津國民小學
- 臺南市鹽水區文昌國民小學【後寮】
- 臺南市鹽水區竹埔國民小學
- 臺南市鹽水區岸內國民小學
- 臺南市玉秀雙語國民小學（原南榮科技大學校址，籌備中 預計2025年7月招生）

## 交通

### 公路
- 台1線
- 台19線：中央公路
- 台19甲線
- 市道172號

### 鐵路
臺南捷運
- 黃線：岸內糖廠－新營車站（籌設中）

布袋線（已廢止）
- 鹽水車站
- 岸內車站

### 公車資訊
| 編號            | 經營業者            | 路線               | 備註 |
| --------------- | ------------------- | ------------------ | --- |
| 61              | 新營客運            | 新營－臺灣鹽博物館 | - 台灣好行西濱快線。 - 經鹽水、高跟鞋教堂、水晶教堂、七股鹽山。 - 新營站10:20發車，於臺灣鹽博物館16:40折返。 |
| 棕幹線          | 新營客運 興南客運   | 新營－佳里         | - 部分班次行經麻油寮（不經大埔）。                                                                           |
| 棕幹線區間車(1) | 新營客運            | 新營－鹽水         | - 燈節期間加開區間車班次往返。                                                                               |
| 棕幹線區間車(2) | 新營客運            | 新營－大埔路口     | - 新營站5:45開車，於大埔路口6:15折返。                                                                       |
| 棕幹線區間車(3) | 新營客運            | 新營－學甲區公所   | - 新營學甲區間車全行經飯店，不經大埔。                                                                       |
| 棕1             | 新營客運            | 新營－雙春         | - 除5:50雙春發車班次，其餘班次皆延駛至雙春濱海遊憩區。 - 部分班次延駛至北門國中（不經雙春、遊憩區）。        |
| 棕2             | 新營客運 台一大車隊 | 新營－下中         | - 部分班次繞駛鹽水上帝廟。 - 4班次使用小黃公車營運。                                                         |
| 棕3             | 新營客運            | 新營－坔頭港里     | |
| 棕4             | 新營客運            | 新營－朴子轉運站   | |
| 棕5             | 新營客運            | 新營－好美里       | |
| 棕6             | 新營客運            | 新營－布袋遊客中心 | - 每年4~9月延駛至布袋商港。                                                                                  |
| 166             | 嘉義縣公車處        | 高鐵嘉義站－鹽水   | - 屬嘉義縣市區公車。 - 經嘉義縣政府、長庚醫院、故宮南院、鹿草、義竹。                                        |
| 7207            | 嘉義客運            | 嘉義－新營轉運站   | |
| 7208            | 嘉義客運            | 嘉義－新營轉運站   | |

### 公共自行車YouBike2.0
至2024年8月9日止，鹽水區共設6站，分別為：
- 鹽水觀光美食城
- 南門路停車場
- 鹽水區公所公三停車場
- 鹽水國小
- 清湶路停車場
- 鹽水國中

## 旅遊
- 鹽水蜂炮：有「南蜂炮，北天燈」之說

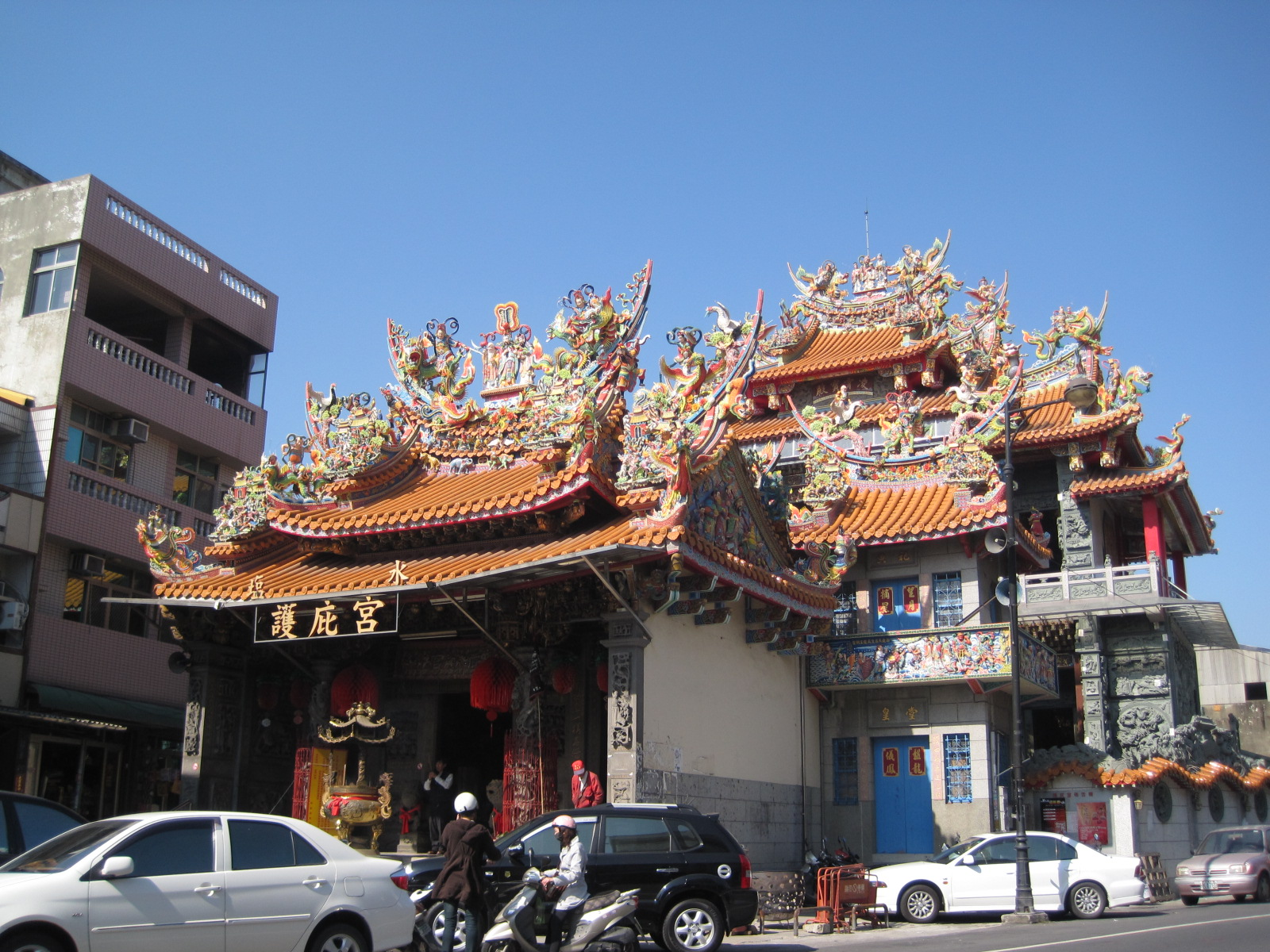
護庇宮

- 月津港：現為親水公園，為每年台南市燈節的主辦地。
- 八角樓：八角樓因屋型為八角形而得名，主體結構由12支大福杉支撐，細部雕刻考究。
- 護庇宮：鹽水的信仰中心（公廟）。天啟三年（1623年）鹽水糖郊「崇興行」自湄洲迎來一尊媽祖（糖郊媽）。護庇宮有五郊七境分擔廟宇費用。而這七街境後來又劃分成四角頭，分別是大媽角、二媽角、三媽角、太子爺角
- 五十三將軍廟
- 鹽水武廟：創建於清康熙年間，主祀關聖帝君，為鹽水的信仰中心，以每年舉辦元宵蜂炮盛會聞名。該廟是護庇宮「七境四角頭」之一的「二媽角新街境」角頭廟
- 鹽水大眾廟
- 鹽水天主堂：不同於一般教堂的西洋式建築，而是為了傳教順利而大量運用中國式寺廟建築模式的教堂。
- 台灣詩路：搭配木棉花的田園小徑與文學步道，位於田寮里、台19線往學甲的路上。

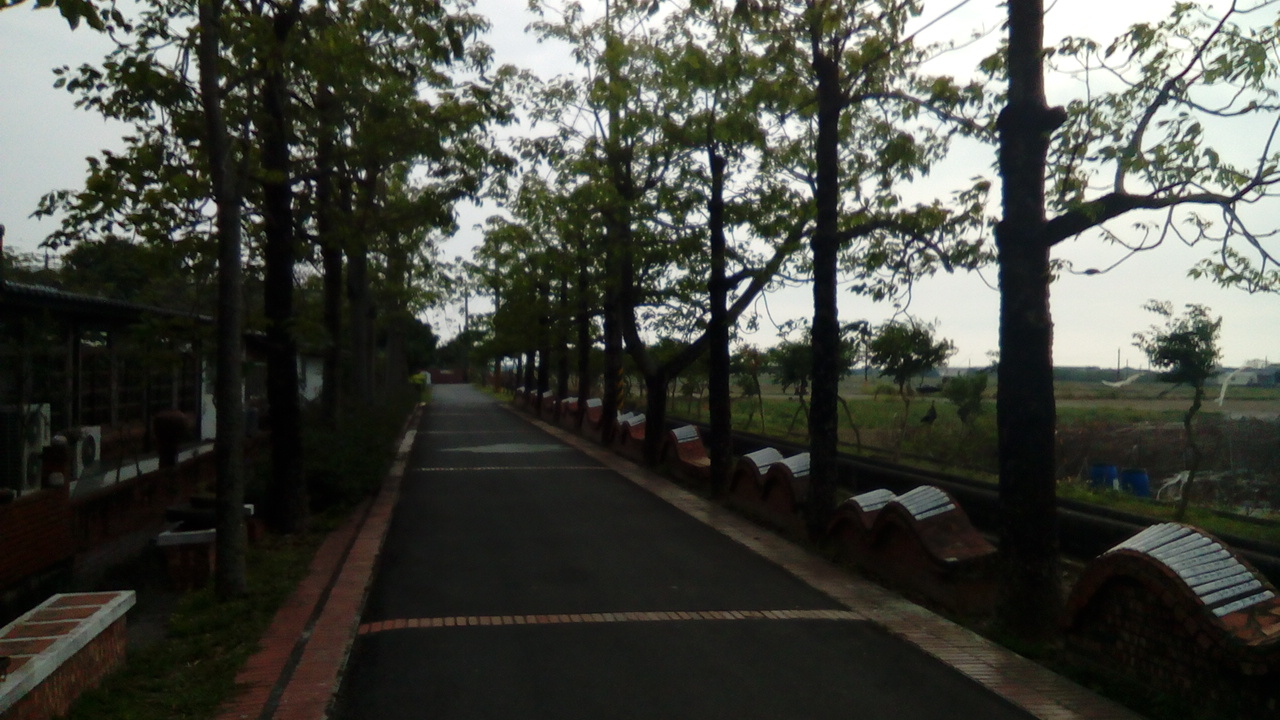
台灣詩路的木棉林
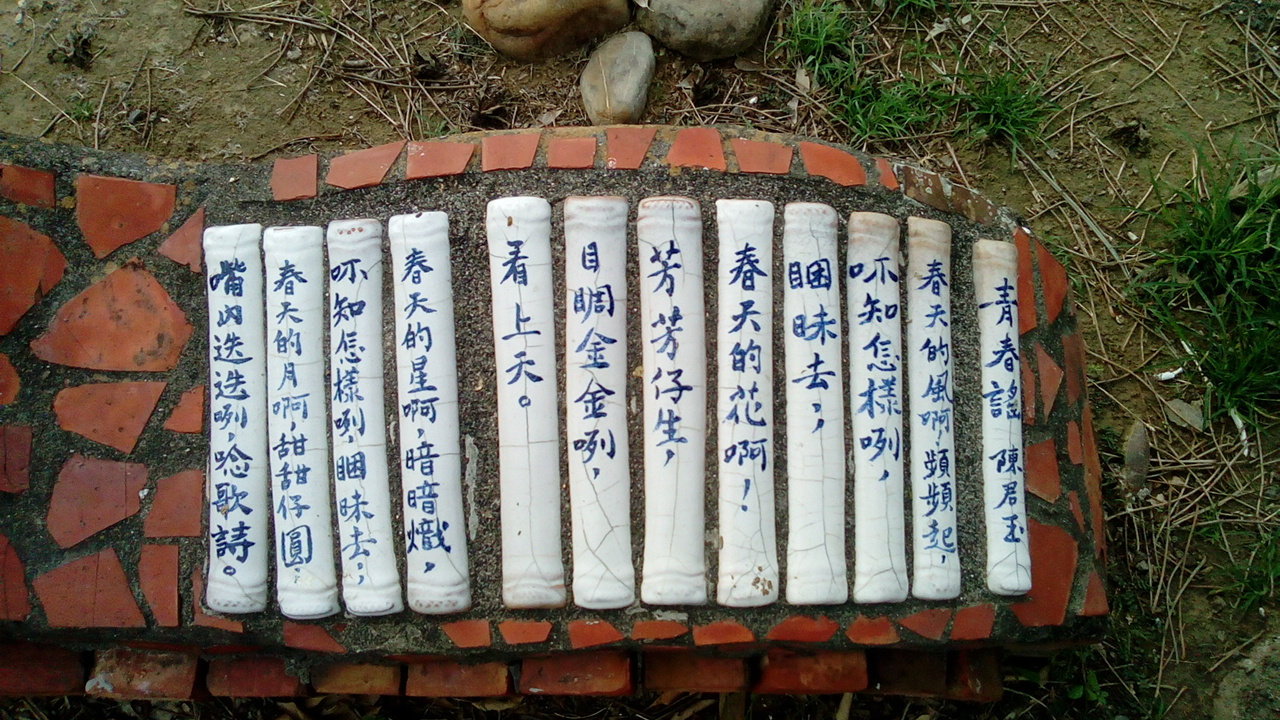
台灣詩路的一首詩詞
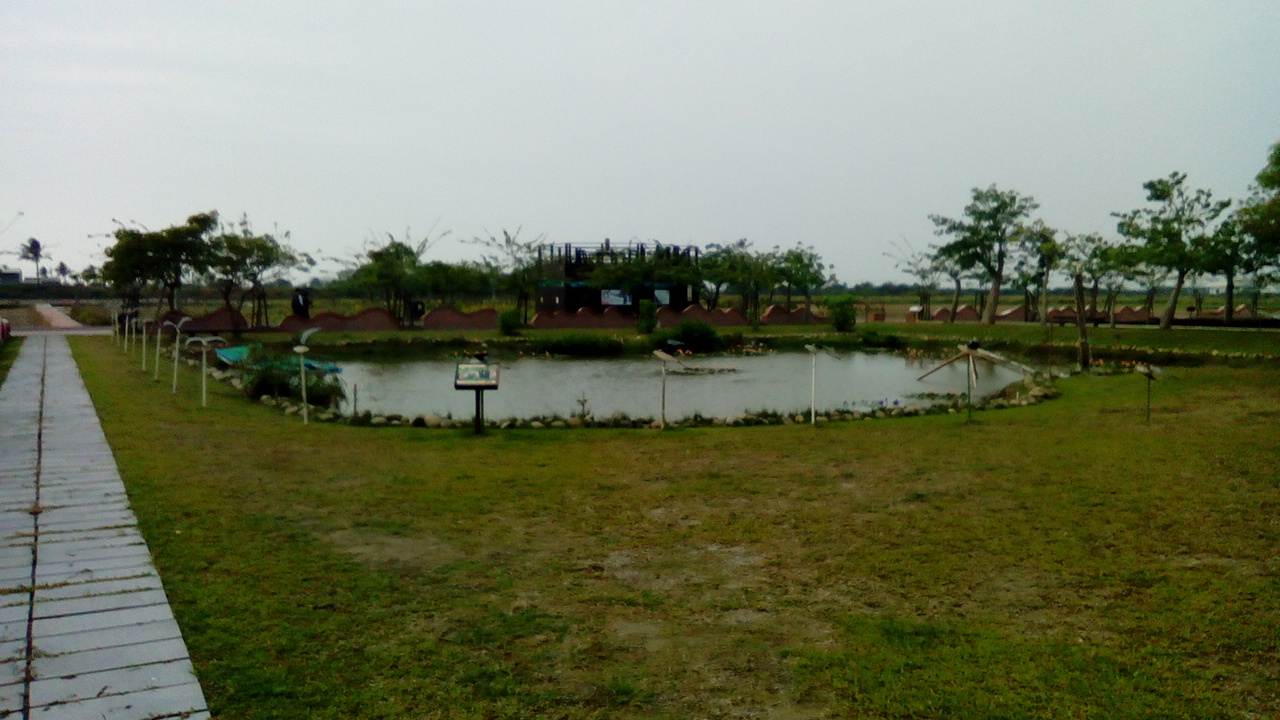
台灣詩路的公園綠地

- 橋南老街
- 鹽水車站
- 修德禪寺拜亭
- 一銀巷
- 王爺巷
- 連成巷
- 銀帶巷

## 外部連結
- 鹽水區公所（页面存档备份，存于）
- 鹽水漫遊網（页面存档备份，存于）